# Країська Кутиниця
Країська Кутиниця (хорв. Krajiška Kutinica) — населений пункт у Хорватії, у Сисацько-Мославинській жупанії у складі міста Кутина.

## Населення
Населення за даними перепису 2011 року становило 73 осіб.
Динаміка чисельності населення поселення:

## Клімат
Середня річна температура становить 10,69 °C, середня максимальна – 23,84 °C, а середня мінімальна – -4,67 °C. Середня річна кількість опадів – 911 мм.
| Клімат поселення                              | Клімат поселення | Клімат поселення | Клімат поселення | Клімат поселення | Клімат поселення | Клімат поселення | Клімат поселення | Клімат поселення | Клімат поселення | Клімат поселення | Клімат поселення | Клімат поселення | Клімат поселення |
| Показник                                      | Січ.             | Лют.             | Бер.             | Квіт.            | Трав.            | Черв.            | Лип.             | Серп.            | Вер.             | Жовт.            | Лист.            | Груд.            |                  |
| Середній максимум, °C                         | 6,58             | 8,07             | 11,91            | 16,00            | 20,64            | 23,84            | 22,89            | 22,67            | 18,84            | 14,16            | 8,83             | 4,78             |                  |
| Середня температура, °C                       | 0,96             | 2,43             | 6,29             | 10,38            | 15,01            | 18,22            | 20,01            | 19,81            | 15,96            | 11,28            | 5,96             | 1,90             |                  |
| Середній мінімум, °C                          | −4,67            | −3,2             | 0,67             | 4,75             | 9,38             | 12,58            | 17,15            | 16,94            | 13,10            | 8,42             | 3,10             | −0,96            |                  |
| Норма опадів, мм                              | 55               | 53               | 61               | 73               | 81               | 97               | 85               | 87               | 79               | 80               | 89               | 71               |                  |
| Середньомісячна швидкість вітру, м/с          | 2.08             | 2.29             | 2.65             | 2.51             | 2.32             | 2.09             | 2.04             | 1.89             | 1.96             | 2.06             | 2.12             | 2.12             |                  |
| Середньомісячна сонячна радіація, кДж/м²·день | 4295             | 7072             | 10799            | 15211            | 19452            | 21380            | 22443            | 19551            | 14618            | 9117             | 4841             | 3531             |                  |
| --------------------------------------------- | ---------------- | ---------------- | ---------------- | ---------------- | ---------------- | ---------------- | ---------------- | ---------------- | ---------------- | ---------------- | ---------------- | ---------------- | ---------------- |
| Джерело:                                      |                  |                  |                  |                  |                  |                  |                  |                  |                  |                  |                  |                  |                  |